# مكتب التنظيم النووي
مكتب التنظيم النووي (ONR) هو مكتب لتنظيم السلامة للصناعة النووية المدنية في المملكة المتحدة. وهي شركة قانونية مستقلة يتم الوفاء بتكاليفها عن طريق فرض رسوم على الصناعة النووية. حيث يقوم بإعداد التقارير إلى وزارة العمل والمعاشات على الرغم من أنه يعمل أيضا بشكل وثيق مع وزارة الطاقة وتغير المناخ.

## التاريخ
تم تأسيس مكتب التنظيم النووي بعد عملية بعد مراجعة أجريت عام 2008 نيابة عن الحكومة في تنظيم الصناعة النووية المدنية في المملكة المتحدة وأوصت بإنشاء هيئة تنظيمية محددة في صناعة واحدة.
تم إنشاؤها في في 1 أبريل 2011 باعتبارها وكالة غير قانونية من الصحة والسلامة التنفيذية.
في 1 أبريل 2014 أصبحت شركة قانونية مستقلة وتشكيل مجلس مكون من عشرة أعضاء وهو مسؤول أمام البرلمان من خلال وزارة العمل والمعاشات في مسائل التمويل والحوكمة والصحة والسلامة غير النووية.